# Johann Baader
Johann Baader, avstrijski general, * 1773, † 18. januar 1850.

## Pregled vojaške kariere
Napredovanja
- generalmajor: 15. december 1848